# T Tauri
T Tauri (kurz: T Tau) ist ein veränderlicher Stern im Sternbild Stier. Er ist der Prototyp der T-Tauri-Sterne.
T Tauri wurde 1852 von John Russell Hind entdeckt. Von der Erde aus gesehen erscheint er zwischen den Sternen des Offenen Sternhaufens der Hyaden, nicht weit von ε Tauri, ist aber in Wirklichkeit mit ungefähr 580 Lichtjahren deutlich weiter entfernt. Das führende „T“ im Namen folgt den Regeln zur Benennung veränderlicher Sterne und besagt, dass T Tauri der dritte veränderliche Stern ist, der im Sternbild Stier entdeckt wurde. Seine scheinbare Helligkeit variiert zeitlich irregulär zwischen 9,3 und 13,5 mag.
Wie alle T-Tauri-Sterne ist T Tauri selbst auch jung, nur einige Millionen Jahre alt. Er steht in Verbindung mit dem Reflexionsnebel NGC 1554-1555 (Hindscher Nebel, vdB 28), der seine Helligkeit auffällig variiert.
Neuere Untersuchungen lassen darauf schließen, dass es sich bei dem System um ein Dreifachsystem handelt. Die hellste Komponente T Tauri N hat demnach die beiden Begleiter T Tauri Sa und T Tauri Sb.